# Текле Георгис II
Текле Георгис II (гиз: ተክለ ጊዮርጊስ) рођен као Вагшум Гобезе (? - 1873), био је етиопски цар (негуш негасти) од (1868. до 1872. године.
Гобезе је темељио своје право на царски престо на основу две линије свог родословља; његов отац Вагшум Гебре Медхин, био је следник старе династије Загај и владар Ласте, а по мајчиној линији био је потомак Соломонске династије. Његови главни ривали у борби за престо били су Менелик II, у то време само негуш покрајине Шоа, и дејазмач Касај (касније цар Јоханес IV). Гобезе је оженио Касајеву сестру, Динкинеш Мерча.
Како је владавина Текле Георгиса била краткотрајна, без неких значајних новина, на неким етиопским царским листинама он се уопште ни не помиње.

## Биографија
За Гобезеа се први пут сазнало кад је стао на чело побуне у Ласти 1864, равно шест година након што му је оца Гебре Медина дао смакнути тадашњи цар Теводрос II због тога што је подупро буну Агеја Нигусе.
Гобезе је предузео први корак у борби за царску титулу, пре самоубиства цара Теводроса II у време када се ближила крају британска експедиција по Етиопији. Крајем 1867, он је кренуо у напад на Теводросову тврђаву у Магдали, али заустављен на 50 км од тврђаве.
Вагшум Гобезе прогласио се царем у августу 1868. године и узео си царско име Текле Георгис II Етиопски у Сокоти, на територији којом је владао у Вагу. Пошто је абуна Етиопске оријентално-православне цркве умро непосредно пре његова проглашења, није било никог ко би могао да га окруни за цара. Но оно што је било пуно озбиљније, за цара га нису признавали ни његови ривали, па чак ни његов шогор Јоханес Касај.
Дејазмач Јоханес Касај успео је да добије веће количине савременог британског наоружања, које су му они оставили за услуге током њихове експедиције по Етиопији. Зближио се са британским авантуристом Џоном Киркхемом, који му је постао лични саветник и инструктор његове војске. Његова моћ је још више ојачала, након што си је 1870, осигурао приступ мору, предност коју ни један његов ривал за царску титулу није имао. Тако је он у миру чекао расплет догађаја, заправо долазак новог етиопског абуне из Александрије, који је могао да га окруни за законитог цара. Врло слично поступио је и Менелик II који се утаборио у својој Шои и мирно чекао сукоб своја два највећа ривала.
Текле Георгис II знао је да му нема друге до директног сукоба са Јоханесом Касајом, те је, након што је осигурао подршку Адала од Гоџама и негуша Менелика од Шое, напао његово упориште Тиграј 1871. године.
Две војске сукобиле су се први пут код Зулавуја 21. јуна и бориле се цео дан. И поред значајне бројчане предности коју је имао Текле Георгис, победу је однео дејазмач Касај чија је бројчано слабија војска била дисциплинованија, боље обучена и пуно боље опремљена. Текле Георгис је успео да се повуче преко реке Мареб, али је Јоханес Касај кренуо у потеру за њим, опколио га и присилио на одлучну битку код Адве, 11. јула 1871, у којој га је поразио и рањеног заробио. Већ наредне 1872. године, 21. јануара, Јоханес Касај био је окруњен за новог цара под царским именом Јоханес IV.
Текле Георгис је ослепљен и заточен са својим братом и мајком у манастир Аба Гарим, поред Адве, где је умро или био погубљен неколико година касније. Након његове смрти, његова удовица, царица Динкинеш Мерча (сестра Јоханеса Касаја), преселила се на двор у Мекеле и наставила да живи уз све почасти царског наслова.